# Саукеле

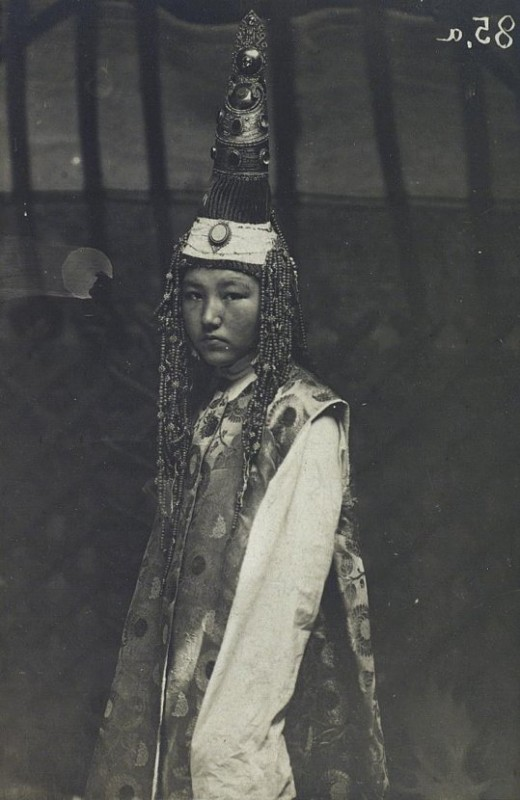
Невеста в саукеле в 19 веке

Саукеле́ (каз. сәукеле, кирг. шөкүлө) — высокий конусообразный казахский головной убор, высотой около 70 сантиметров, украшенный серебряными и золотыми монетами, жемчугом и кораллами, один из древних головных уборов, бытовавший у казахов до конца XIX века.
Свадебный головной убор носят только в первое время после замужества, около года, а потом снимают и надевают только на больших праздниках, и то в продолжение четырёх или пяти лет. Через год после замужества женщины начинают носить более простой, практичный и удобный головной убор — «желек». Это упрощённое саукеле, он имеет твёрдый каркас в форме усечённого конуса, который обшивается глазетом или обёртывается фольгой, украшается привесками из золотых и серебряных бляшек со вставками самоцветов. После рождения детей, молодая женщина переходит к третьему виду головного убора — «кимешек». Его обычно носят в возрасте 25-45 лет. Он шьётся из белой ткани, часто вышивается гладью.
Саукеле состоит из двух частей: сау (целый, цельный) и келе (верхушка, башня). Каркас саукеле делали из плотного белого войлока, обтягивали бархатом, шёлком, атласом или велюром. Бедные люди шили его из сукна или сатина, украшали стеклянными бусами или бисером. Богатые люди расшивали убор драгоценностями — рубинами, жемчугом, кораллами.
Саукеле отделывали бахромой, орнаменты составляли из различных мелких золотых и серебряных монет и фигурных пластинок, которые служили оправой для драгоценных и полудрагоценных камней — сердолика, бирюзы, аметиста. Богатые невесты могли позволить себе саукеле с двумя обильно изукрашенными широкими пластинами.
Верх саукеле неизменно венчал укы — пушистый пучок перьев филина. Края шапки украшали мехом норки, соболя или лисицы. Обязательным дополнением к саукеле были длинные подвески — жактау, прикрепляющиеся к нему с боковых сторон, доходящие до пояса или ниже. Тогда на халат невесты на уровне груди пришивали специальные бархатные кармашки, куда прятали тяжёлые концы жактау, чтобы нити не оборвались под тяжестью украшений. Число и длина жактау зависели от имущественного состояния родителей невесты. Подвески могли быть выполнены из кораллов, бирюзы, серебряных и позолоченных пластинок, жемчуга, шёлковых кистей. По бокам к саукеле пришивали наушники, которые обшивались мехом, тесьмой, украшались бусами, кораллами или серебром. Также, помимо подвесок, добавлялись височники — шекелик — в форме треугольника или лепестка.
Сверху саукеле покрывались шёлковым или бархатным платками. Узоры на платках и лентах вышивались ирисом — толстыми скрученными разноцветными нитками. Центр и края платков часто отделывались «жгутовой вышивкой» и шитьём сетками. Золотые, серебряные и бронзовые подвески, и накладные бляхи для саукеле делали ювелиры, применявшие литьё, чеканку, штамповку, филигрань и др.
Платок мог спадать на спину, к саукеле также крепилась большая белая вуаль — желек. В неё закутывали фигуру и лицо девушки во время исполнения ритуальной песни беташар.